# Кібечкаси
Кібечка́си (рос. Кибечкасы, чув. Кипечкасси) — присілок у складі Чебоксарського району Чувашії, Росія. Входить до складу Вурман-Сюктерського сільського поселення.
Населення — 247 осіб (2010; 230 у 2002).
Національний склад:
- чуваші — 99 %